# Stubbe – Von Fall zu Fall: Ausgeliefert
Ausgeliefert ist ein deutscher Fernsehfilm von Bernd Böhlich aus dem Jahr 2022. Es handelt sich nach Tod auf der Insel und Tödliche Hilfe um das dritte Serienspecial der ZDF-Kriminalfilmreihe Stubbe – Von Fall zu Fall mit Wolfgang Stumph in der Titelrolle.

## Handlung
Christiane Stubbe schreibt an einem Zeitungsartikel über die Ausbeutung von Fahrradlieferanten durch das Unternehmen Saxonia Food. Dazu befragt sie ihre Nachbarin Sonja Probst, die, wie deren Freund Florian, für den Lieferdienst arbeitet. Tags drauf liegt Sonja Probst erdrosselt am Elbufer. Christiane Stubbe heuert selbst bei dem Lieferdienst an, um darüber einen Zeitungsartikel schreiben zu können. Dabei trifft sie auf den „Alten Veganer“, einen unfreundlichen Restaurantbetreiber, der auf den Lieferdienst angewiesen ist.
Parallel ermitteln ihre Tochter und ihr Vater, Wilfried Stubbe, am Fahrraddiebstahl von Norbert Kiesler, einem Bekannten von Wilfried: Eine Frau hat sich als Monteurin ausgegeben, sein Fahrrad mitgenommen und nicht mehr zurückgebracht.
Anhand von Telefonverbindungen stellt sich heraus, dass Sonja zusammen mit ihrem Freund Florian und ihrem Ex-Freund Lukas hinter den Fahrraddiebstählen stehen. Sonjas Eltern versagten ihr die finanzielle Unterstützung, dafür nahm sie Einsicht in die Kundenakten ihrer Eltern, die als Steuerberater tätig sind. Anhand der Kundendaten ruft sie Fahrradkäufer an, wie auch Norbert, um sich als Monteurin auszugeben.
Am Ende stellt sich heraus, dass Sonjas Freund Florian Sonja erdrosselt hatte, weil sie ihn verlassen wollte. Zuvor wurde sie allerdings tätlich vom „alten Veganer“ angegriffen, als sie sich bei ihm Essen bestellen wollte, dieser allerdings schon Feierabend machen wollte. Sonjas Ex-Freund Lukas hat den Mord herausgefunden, lockt ihren Freund Florian zu einem Schrottplatz, wo das Trio seine geklauten Fahrräder versteckt hat, sperrt ihn in einen Lieferwagen ein und versucht diesen in einer Schrottpresse zu erdrücken. Die Stubbes und der Kommissar Marc Leitner kommen dank der Ortungsdaten des Lieferdienstes rechtzeitig am Schrottplatz an, um Sonjas Freund Florian vor der Schrottpresse zu retten.

## Hintergrund
Die Folge wurde vom 25. August bis zum 24. September 2022 vor allem in Dresden und Umgebung gedreht. Die Premiere des Films fand am 19. Dezember 2022 im Rundkino Dresden statt.